# Барбарикум

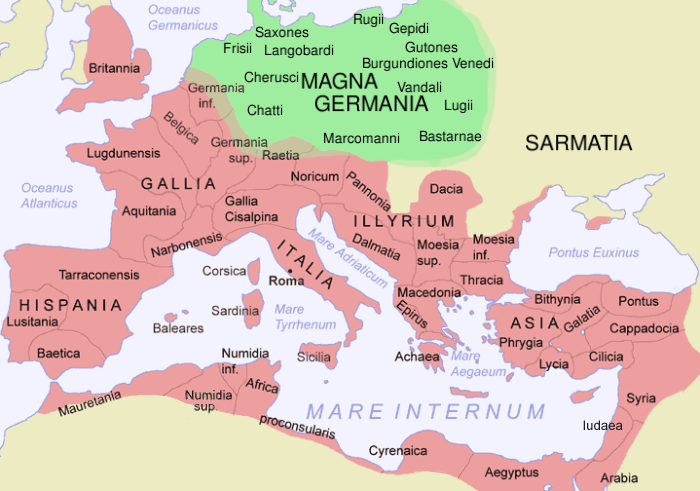
Римские провинции с прилегающей Великой Германией

Барбарикум (лат. Barbaricum) — термин, которым древние римляне обозначали земли, населенные варварами, то есть людьми вне влияния античной греко-римской культуры. Термин особенно часто применялся к территориям за Рейном и Дунаем (северная граница Римской империи).
Во время правления императора Августа (27 г. до н. э. — 14 г. н. э.) римляне продвигают свои владения до Рейна и Дуная. В течение следующих четырех столетий разграничение римского и варварского миров обеспечивалось лимесами, которые служили границей двух культурных зон. Эта граница двух миров сохраняла актуальность до вторжения в империю гуннов в V веке. С VI века славянские племена заселили область к востоку от Альбиса (река Эльба), которую немцы в значительной степени покинули.
Тацит в «Германии» предоставляет ценную информацию обо всей группе народов, проживавших к северу от границ Римской империи. Описание Тацита oхватывает территории от Рейна на западе до бассейна Вислы на востоке и южной части Скандинавского полуострова с Эландом и Готландом. По восточной части этой территории проходил путь торговцев янтарём.